# Rhoditis

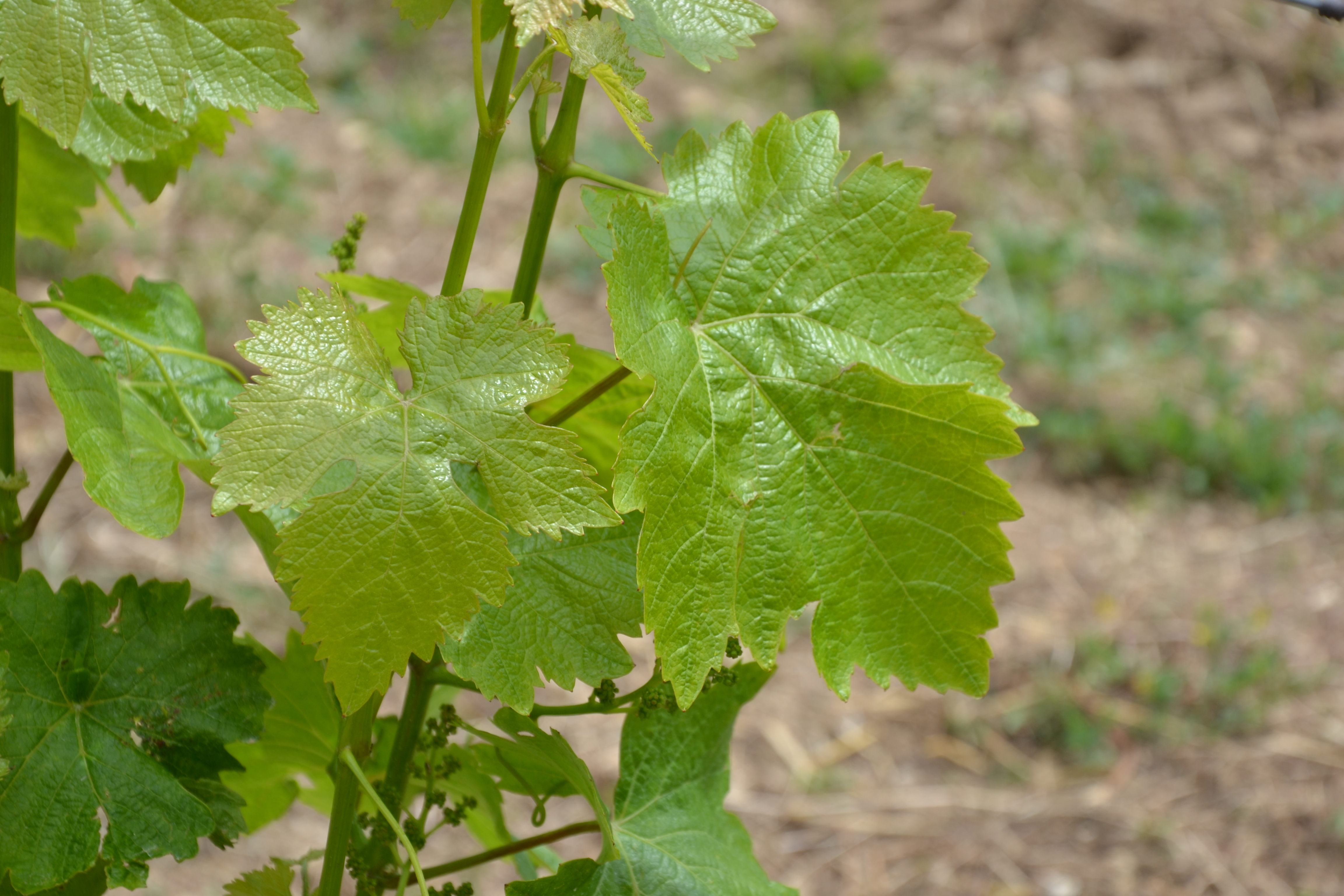
Hojas de cépage Roditis

La rhoditis es una uva rosada griega que tradicionalmente ha crecido en la región del Peloponeso, Grecia. La uva era muy valorada en la industria vitivinícola griega, antes de la filoxera, debido a su habilidad para madurar tarde y mantener su acidez en los climás cálidos del Peloponeso y Tesalónica. No obstante, su susceptibilidad al oídio y la filoxera del siglo XIX, redujeron las plantaciones de esta variedad en el siglo XX. Hoy suele mezclar son la savatiano para hacer el vino griego retsina.

## Regiones
En la actualidad, la rhoditis es común en la antaño colonia griega de Anchilos (que hoy es la ciudad búlgara de Pomorie), Volos, Tesalónica y a través del Peloponeso. En Patras, es la principal uva por los vinos ligeramente perfumados que produce la ciudad.